# Rhonda Smith

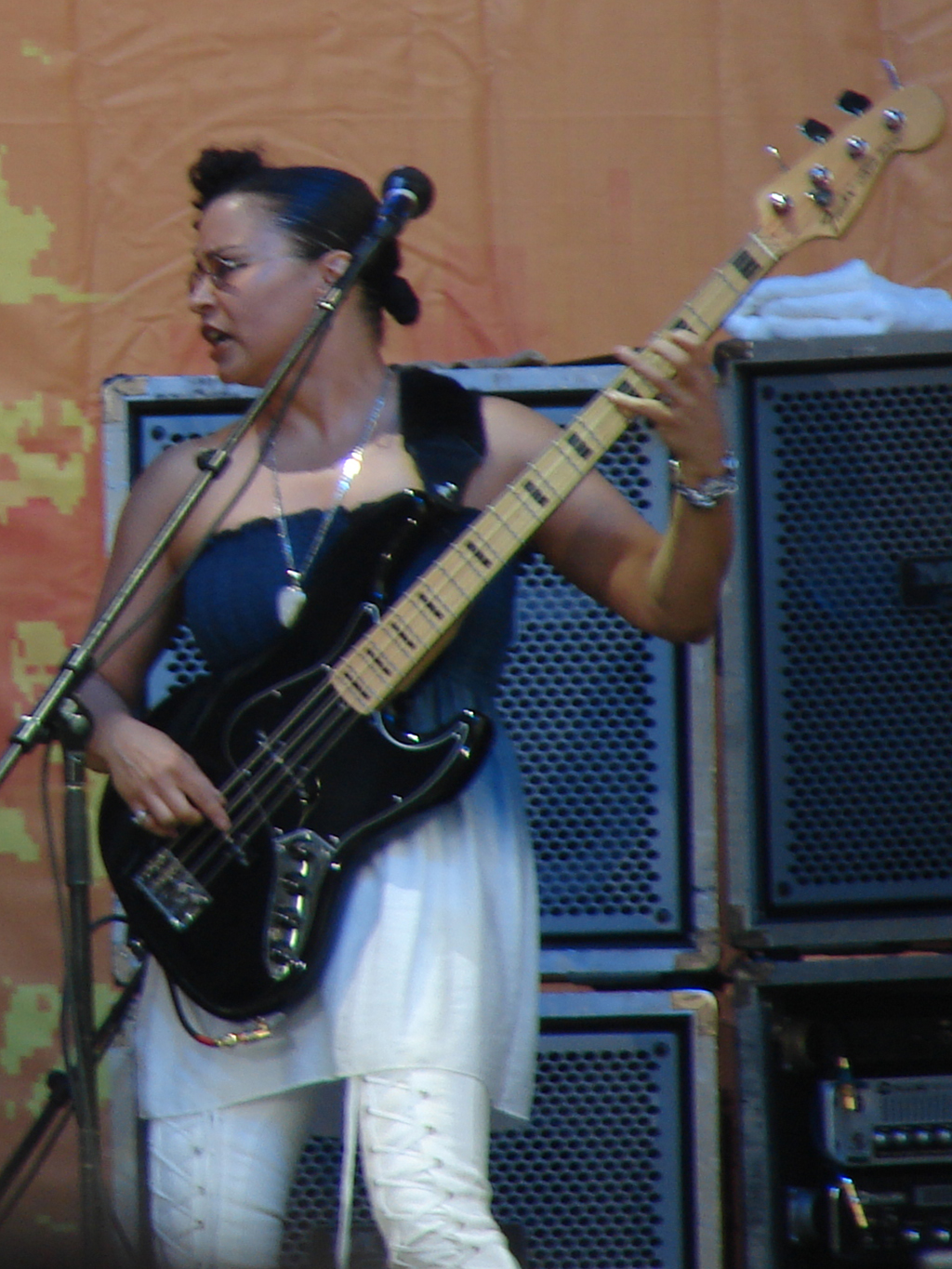
Rhonda Smith

Rhonda Smith is een Canadese bassiste, vooral bekend van haar samenwerking met Prince.

## Biografie
Voordat ze bekend werd als de bassist van Prince was ze succesvol als studiomuzikant in en rond haar geboorteplaats Montreal. Ze werkte onder andere samen met de Frans-Canadese artiest Claude Dubois. In 1995 won ze de Juno Award voor haar aandeel op het eigentijdse jazzalbum The Merlin Factor van Jim Hillman.
Van 1996 t/m 2004 was ze de bassist in de New Power Generation, de begeleidingsband van Prince. In 2009 keerde ze tijdelijk terug in zijn band.
Naast haar werk met Prince, heeft ze in 2000 een soloplaat gemaakt onder de titel Intellipop. Daarnaast heeft ze meegewerkt aan materiaal van Chaka Khan, Sheila E. en Larry Graham.
In 2006 bracht ze haar tweede album, RS2 uit en vormde ze een nieuwe band, genaamd C.O.E.D. (Chronicles Of Every Diva), die verder bestaat uit Sheila E., Kat Dyson en Cassandra O'Neal. Met deze band en Candy Dulfer maakte ze in 2007 een korte tournee door Europa.
De laatste jaren is Rhonda actief als bassiste bij de Jeff Beck Group, waarmee ze in 2011 en 2022 toerde in Canada, Europa en de VS.

## Discografie
Met de New Power Generation:
- Newpower Soul - 1998

Solo:
- Intellipop - 2000
- RS2 - 2006